# Urszula Jóźwik
Urszula Jóźwik (geb. Urszula Bronisława Styranka, in zweiter Ehe Szubzda; * 25. August 1947 in Łódź) ist eine ehemalige polnische Sprinterin.
Bei den Olympischen Spielen 1968 in Mexiko-Stadt schied sie in der 4-mal-100-Meter-Staffel im Vorlauf aus.
1969 wurde sie bei den Europäischen Hallenspielen in Belgrad Fünfte über 50 Meter und bei den Europameisterschaften in Athen Fünfte in der 4-mal-100-Meter-Staffel. Bei den Europameisterschaften 1971 in Helsinki wurde sie Vierter in der 4-mal-100-Meter-Staffel und erreichte über 200 Meter das Halbfinale.
1972 kam sie bei den Olympischen Spielen in München in der 4-mal-100-Meter-Staffel auf den achten Platz.
1970 wurde sie Polnische Meisterin über 200 Meter.

## Persönliche Bestzeiten
- 100 m: 11,59 s, 1973
- 200 m: 23,52 s, 20. August 1973, Moskau